# کام‌ایر-کو
کام‌ایر-کو (به انگلیسی: Camair-Co) یک شرکت هواپیمایی با کد یاتا QC است که در تاریخ ۱۱ سپتامبر ۲۰۰۶ میلادی تأسیس شده و در تاریخ ۲۸ مارس ۲۰۱۱ فعالیتش را آغاز کرده‌است. دفتر مرکزی کام‌ایر-کو در دوالا، کامرون واقع شده‌است و قطب این شرکت هواپیمایی در فرودگاه بین‌المللی دوالا قرار دارد و به ۷ مقصد، پرواز مستقیم انجام می‌دهد.